# 飛木稲荷神社
飛木稲荷神社（とびきいなりじんじゃ）は東京都墨田区の神社。

## 概要
創建年代は不明である。一説では鎌倉幕府滅亡時に北条氏の落人が落ち延びて創建したといわれている。
境内には、当社の神木となっているイチョウの大木がある。樹齢500年は経っており、墨田区内最古の老木といわれている。
このイチョウは、嵐で飛ばされた枝が地面に刺さり、そのまま樹木へと成長したと言い伝えられており、それが「飛木」という名称の由来となった。

## 交通アクセス
- 曳舟駅西口より徒歩7分（経路案内）。